# 1914 год в России

## Январь
- 30 января — Премьером назначен И. Л. Горемыкин

## Февраль
- Февраль — Записка Дурново, меморандум члена Государственного совета, бывшего министра внутренних дел П. Н. Дурново предостерегавшая Николая II от вступления России в мировую войну

## Май
- 10 мая — открыто трамвайное движение в Евпатории.
- 14 мая — первомайская политическая забастовка на 20 нефтеперерабатывающих предприятиях и в типографиях Баку

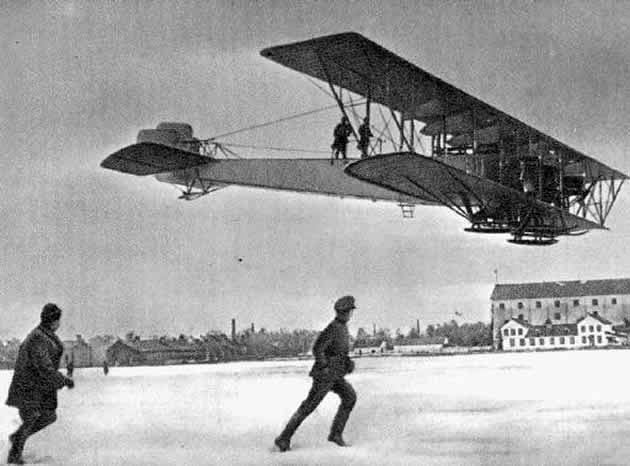
«Илья Муромец»

## Июнь
- 28 июня — В Сараево сербским террористом Гаврилой Принципом был убит наследник Австро-Венгерского престола эрцгерцог Франц Фердинанд. Убийство стало поводом для первой мировой войны
- 29 июня — стартовал перелёт самолёта Илья Муромец, по маршруту Петербург — Орша — Копысь — Киев — Петербург. Это был первый в мире скоростной дальний перелёт тяжёлого самолёта

## Июль
- 26 июля — Австро-Венгрия объявляет мобилизацию и начинает сосредотачивать войска на границе с Сербией и Россией.

Союзные блоки в Европе накануне войны

- 28 июля — Австро-Венгрия, заявив, что требования ультиматума не выполнены, объявляет Сербии войну. Австро-венгерская тяжёлая артиллерия начинает обстрел Белграда, а регулярные войска Австро-Венгрии пересекают сербскую границу. Россия заявляет, что не допустит оккупации Сербии
- 29 июля 
  - В связи со сложной международной ситуацией Россия начинает мобилизацию в пограничных с Австро-Венгрией округах. На следующий день объявляется всеобщая мобилизация
  - Николай II отправил Вильгельму II телеграмму с предложением «передать австро-сербский вопрос на Гаагскую конференцию». Вильгельм II не ответил на эту телеграмму

## Август
- 1 августа — в ответ на отказ от прекращения мобилизации Германия объявляет России войну
- 5 августа — Начало Галицкой операции русской армии
- 6 августа — Австро-Венгрия объявила войну Российской империи
- 8 августа — в Поронине властями Австро-Венгрии арестован В. И. Ленин. Был освобождён из тюрьмы в г. Новый Тарг 19 августа под давлением польских и австрийских социал-демократов и вскоре выехал в Швейцарию
- 12 августа — столкновение разъездов на границе с Восточной Пруссией, близ местечка Любов. Донской казак Козьма Крючков лично уничтожил 11 немецких улан, в результате чего стал первым награждённым Георгиевским крестом в Первой мировой войне. Подвиг казака широко освещался в прессе и использовался в пропагандистских целях. Тем не менее, по мнению некоторых исследователей и специалистов обстоятельства боя были искажены, а потери немцев — сильно преувеличины
- 14 августа — Перейдя государственную границу, 14 августа 1-я кавалерийская дивизия генерала Гурко из состава 1-й армии, захватила пограничный город Макграбов, однако разведать что-либо о противнике не удалось. Не получив никаких разведывательных данных о противнике, в тот же день дивизия, оставив город, отошла на свою территорию.

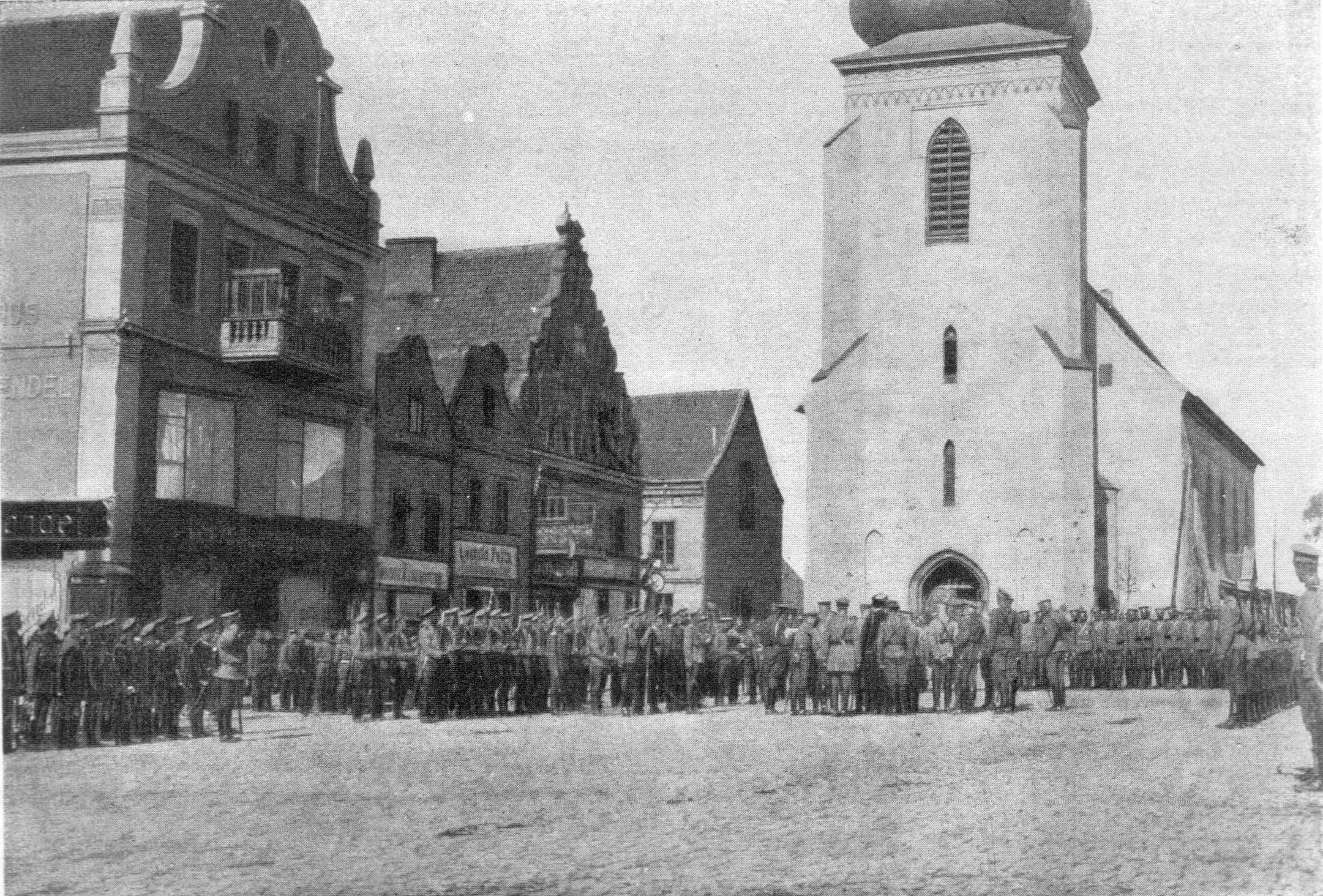
Парад Кавалергардского полка и Конной гвардии в Инстербурге

- 16 августа — была захвачена Ченстохова
- 17 августа — Первый бой российской армии в ходе Восточно-Прусской операции
- 20 августа — Взятие русскими войсками Гумбииннена (сов. Гусев) в восточной Пруссии.
- 21 августа
  - русские войска взяли Львов
  - Бой у Ярославиц, первое и последние крупное кавалерийское сражение Первой мировой войны.
- 22 августа — русские войска взяли Галич
- 26-30 августа — Разгром русской армии Самсонова в восточной Пруссии
- 28 августа — Правление Пангерманского союза приняло Общую программу, которая предусматривала создание «Срединной Европы» (Mitteleuropa) в составе объединённых Германии и Австро-Венгрии, Голландии, Швейцарии, Италии, Румынии, Болгарии и стран Скандинавии. Предполагалась аннексия прибалтийских губерний Российской империи, изменение её границ в Польше и отделение Финляндии
- 31 августа — император Николай II на волне антигерманских настроений переименовал Санкт-Петербург в Петроград. Газета «Биржевые новости» в экстренном выпуске написала: «Мы легли спать в Петербурге, а проснулись в Петрограде»

## Сентябрь

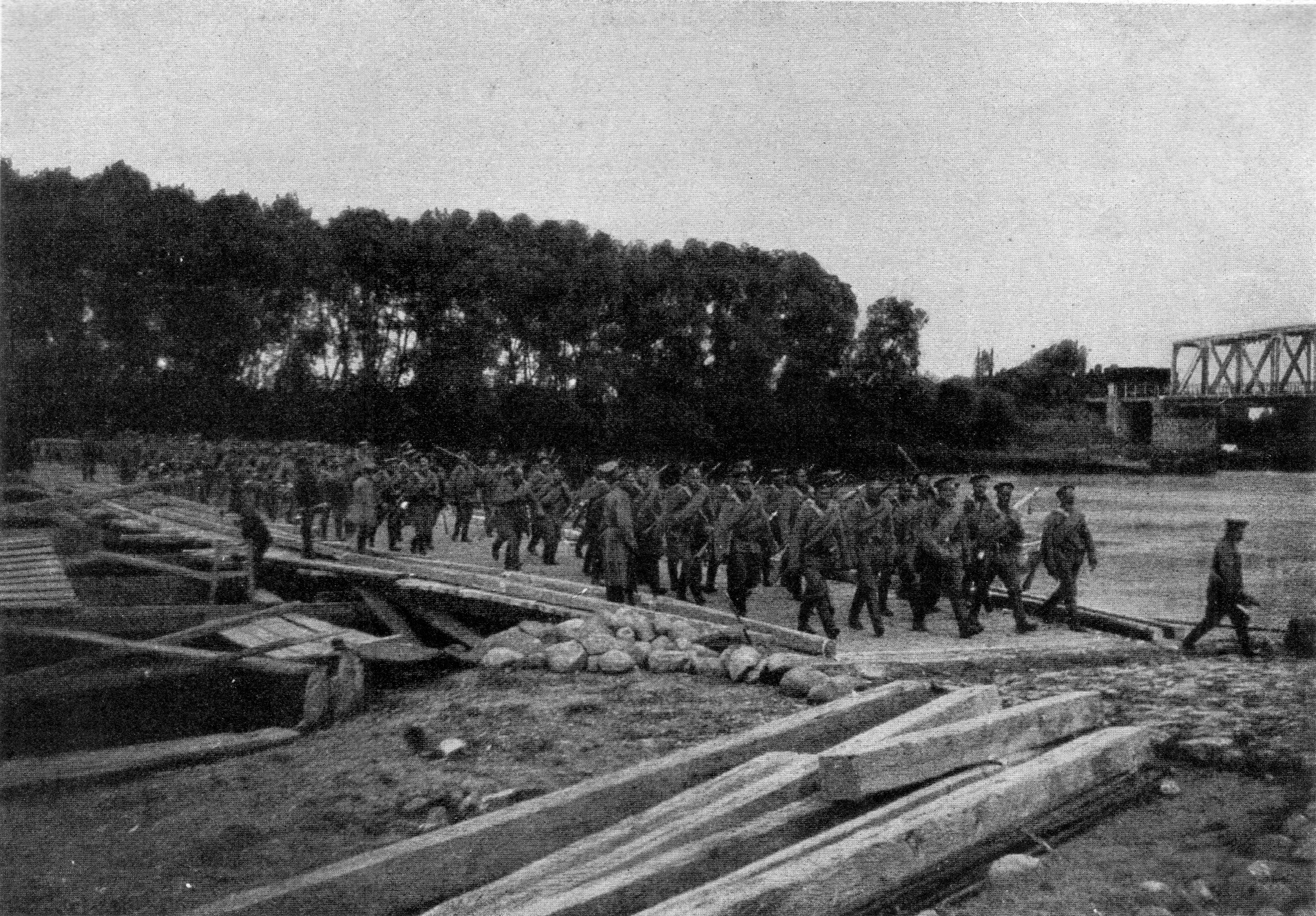
Переправа через реку у Ивангорода

- 2 сентября — Маттиас Эрцбергер представил рейхсканцлеру Германии Теобальду фон Бетман-Гольвегу памятную записку, в которой содержались предложения оттеснить Россию от Балтийского и Чёрного морей и создать на её западных территориях автономные государства под «военным покровительством» Германии
- 2-11 сентября — Битва при Раве-Русской
- 7-8 сентября — Немецкое контрнаступление в Восточной-Пруссии
- 9 сентября — в Германии рейхсканцлером Теобальдом фон Бетманом-Гольвегом написана Сентябрьская программа. Она предусматривала создание экономического союза в Центральной Европе и германской «колониальной империи» в центральной Африке, о Российской империи говорилось следующее: «Россия должна быть, по мере возможности, оттеснена от германской границы, и её господство над нерусскими вассальными народами должно быть сломлено»[1]. Проект канцлера носил предварительный характер, в процессе последующего обсуждения он не получил одобрения политических и экономических кругов и не был утверждён[2].
- 9-14 сентября — Мазурское сражение
- 17 сентября — Осада русскими войсками крепости Перемышль
- 21 сентября — после побед русской армии в Галиции самораспустился Восточный польский легион австро-венгерской армии (Львов)
- 27 сентября — Русские войска переходят Карпаты и вторгаются в Венгрию
- 28 сентября-8 ноября — Варшавско-Ивангородская операция

## Октябрь
- 1 октября — Подписано Русско-румынское соглашение о дружественном нейтралитете Румынии по отношению к России в 1-й мировой войне
- 28 октября — морской бой у Пенанга, Малайзия

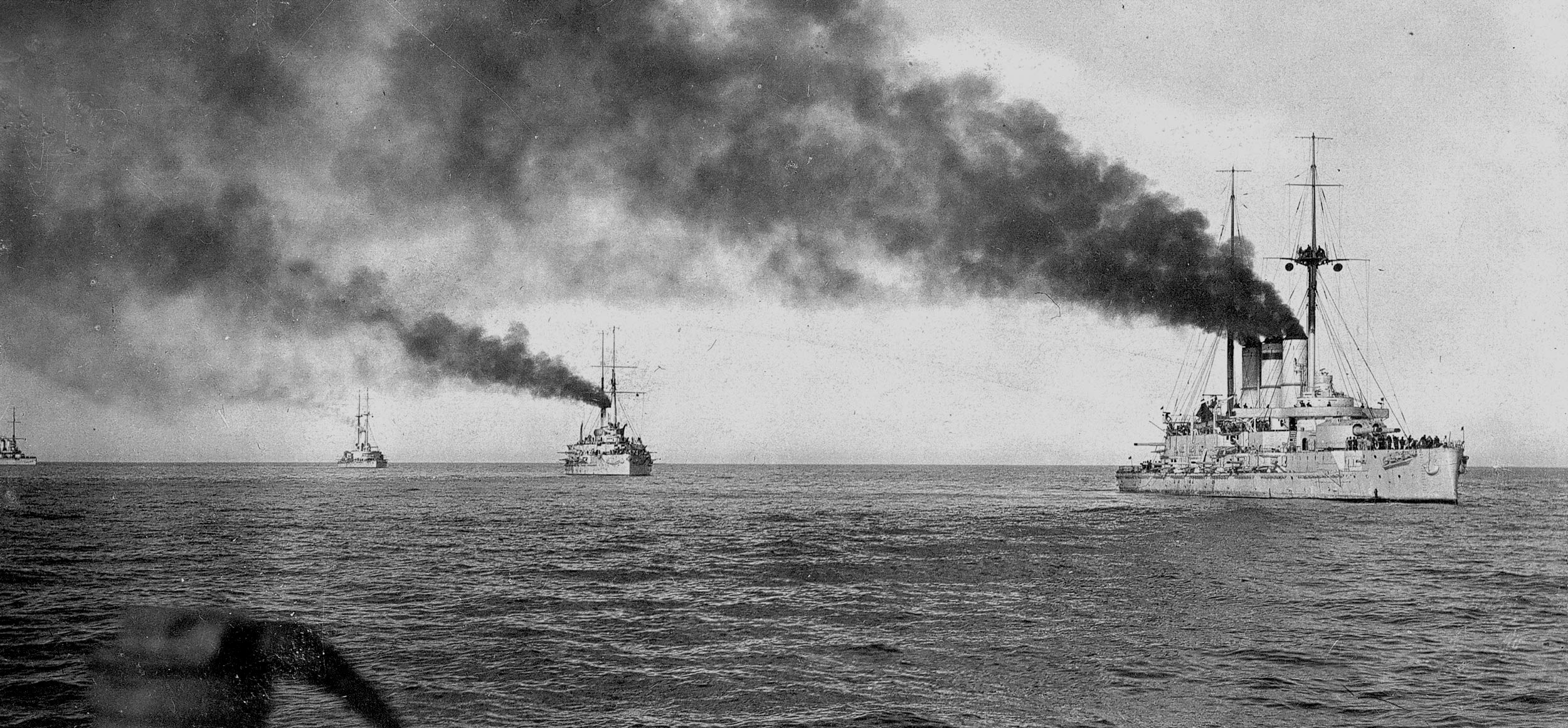
Группа броненосцев русского Черноморского флота. Первый — «Евстафий»

## Ноябрь
- 1 ноября
  - Опубликован манифест ЦК РСДРП «Война и российская социал-демократия»
  - Россия объявила войну Османской Империи
- 11 ноября — германская армия начинает Лодзинскую операцию с целью предотвращения наступления русской армии в пределы Германии
- 15-29 ноября — Неудачное русское наступление в западной Армении
- 18 ноября — Морской Бой у мыса Сарыч в чёрном море

## Декабрь
- 9 декабря 1914-4 января 1915 — Сарыкамышское сражение: крупная победа России на Кавказском фронте
- 25 декабря 1914-18 января 1915 — Битва при Ардагане[3].